# Studijní bible
Studijní bible s výkladovými poznámkami je vydání Bible v českém ekumenickém překladu s poznámkovým aparátem. Svým výkladovým stylem se řadí spíše k evangelikální produkci.

## Text Bible
Text je podle Českého ekumenického překladu z roku 2001.

## Konkordance
Bible obsahuje také konkordanci, tedy abecední rejstřík slov s jejich výskytem v textu Bible.

## Studijní články
Bible obsahuje také studijní články na různá křesťanská témata.
Studijní články jsou tyto:
- Stvoření
- Povolání Abrahama
- Boží smlouva s Abrahamem, Izákem a Jákobem
- Boží prozřetelnost
- Hod Beránka
- Zákon
- Den smíření
- Víno ve Starém Zákoně
- Bázeň Boží
- Boží smlouva s Izraelem
- Zkáza Kenaanců
- Andělé a anděl Hospodinův
- Podstata modlářství
- Boží smlouva s Davidem
- Účinná modlitba
- Kristus ve Starém Zákoně
- Jeruzalém
- Chrám
- Uctívání
- Utrpení spravedlivých
- Smrt
- Chvála
- Biblická naděje
- Boží vlastnosti
- Srdce
- Osobnost člověka
- Prorok ve Starém Zákoně
- Boží vůle
- Boží slovo
- Pokoj Boží
- Boží sláva
- Přímluva
- Duch Svatý ve Starém Zákoně
- Péče o chudobné a potřebné
- Desátky a oběti
- Boží uzdravení
- Boží království
- Církev
- Velké soužení
- Moc nad Satanem a démony
- Falešní učitelé
- Znamení věřících
- Víno v novozákonní době 1
- Ježíš a Duch Svatý
- Bohatství a chudoba
- Víno v novozákonní době 2
- Znovuzrození
- Znovuzrození učedníků
- Dohlížitelé a jejich povinnosti
- Biblické výrazy pro spásu
- Víra a milost
- Izrael v Božím plánu spásy
- Tři druhy lidí
- Duchovní dary pro věřící
- Vzkříšení těla
- Soud věřících
- Duchovní oddělenost věřících
- Skutky těla a ovoce Ducha
- Vyvolení a předurčení
- Dary služebnosti pro církev
- Rodiče a děti
- Vytržení
- Věk Antikrista
- Morální požadavky kladené na dohlížitele
- Biblické vzdělávání křesťanů
- Inspirace a autorita Písma
- Osobní odpadnutí
- Stará a nová smlouva
- Normy sexuální morálky
- Posvěcení
- Vztah křesťana ke světu
- Jistota spasení
- Kristovo poselství sedmi sborům

## Rejstříky
Bible obsahuje rejstřík studijních článků a rejstřík map, dále také rejstřík důležitých témat a konkordanci pojmů.

## Vydání
Bible byla vydána ve třech variantách, a sice vázaná v pevné vazbě, umělohmotné vazbě nebo ohebné vazbě koženkové. Tato vydání se liší rozdílným ISBN.

## Vydavatel
Studijní bibli vydalo vydavatelství Life Publishers International. Nabízí ji také Dům Bible.

## Bibliografická citace
STAMPS, Donald C. – ADAMS, Wesley J. (eds.): Studijní Bible s výkladovými poznámkami, vyd. Life Publishers International, Springfield 2008, 2336 s. ISBN 9780736104197 (pevná vazba), ISBN 9780736104203 (umělá vazba), ISBN 9780736104210 (kožená vazba).